# Landeh (shahrestan)
Landeh (persiska: شهرستان لنده, Shahrestan-e Landeh) är en delprovins (shahrestan) i Iran. Den ligger i provinsen Kohgiluyeh och Buyer Ahmad, i den västra delen av landet. Administrativt centrum är staden Landeh.
Delprovinsen hade 21 812 invånare 2016.